# The Real O'Neals
The Real O'Neals est une série télévisée américaine en 29 épisodes de 22 minutes créée par David Windsor et Casey Johnson, diffusée du 2 mars 2016 au 14 mars 2017 sur le réseau ABC et sur le réseau Citytv au Canada.
Cette série est inédite dans tous les pays francophones.

## Synopsis
La série suit les aventures des O'Neals, une famille très catholique vivant à Chicago dont la révélation de l'homosexualité de l'un des fils va les pousser à révéler tous leurs secrets et donc chambouler toute leur vie.

## Distribution

### Acteurs principaux
- Martha Plimpton : Eileen O'Neal
- Jay R. Ferguson : Pat O'Neal
- Noah Galvin : Kenny O'Neal
- Matt Shively : Jimmy O'Neal
- Bebe Wood : Shannon O'Neal
- Mary Hollis Inboden (en) : Jodi O'Neal, ex-belle-sœur de Pat

### Acteurs récurrents
- Jeremy Lawson : Jesus
- Matt Oberg (en) : Vice Principal Murray
- Hannah Marks : Mimi Waxberg
- Sarayu Blue : Marcia Worthman
- Brian Huskey (en) : Father Phil
- Kaylee Bryant : Lacey
- Chris V. Pipkin : Devon
- Preston Strother (en) : Doug
- Caleb Pierce : Stuart
- Jessica-Snow Wilson : Gloria
- Ramona Young : Allison Adler-Wong

### Caméos
Plusieurs célébrités apparaissent dans la série lors de « rêveries » de Kenny. C'est par exemple le cas de Tim Gunn et Jimmy Kimmel dans la première saison. Dans le premier épisode de la deuxième saison, Kenny appelle Lance Bass, Jane Lynch, Tyler Oakley et RuPaul au téléphone,. D'autres personnalités apportent leurs conseils à Kenny dans cette saison : Robbie Rogers et Gus Kenworthy avant un match ou encore Jordin Sparks à propos la vie amoureuse du jeune homme.

## Production

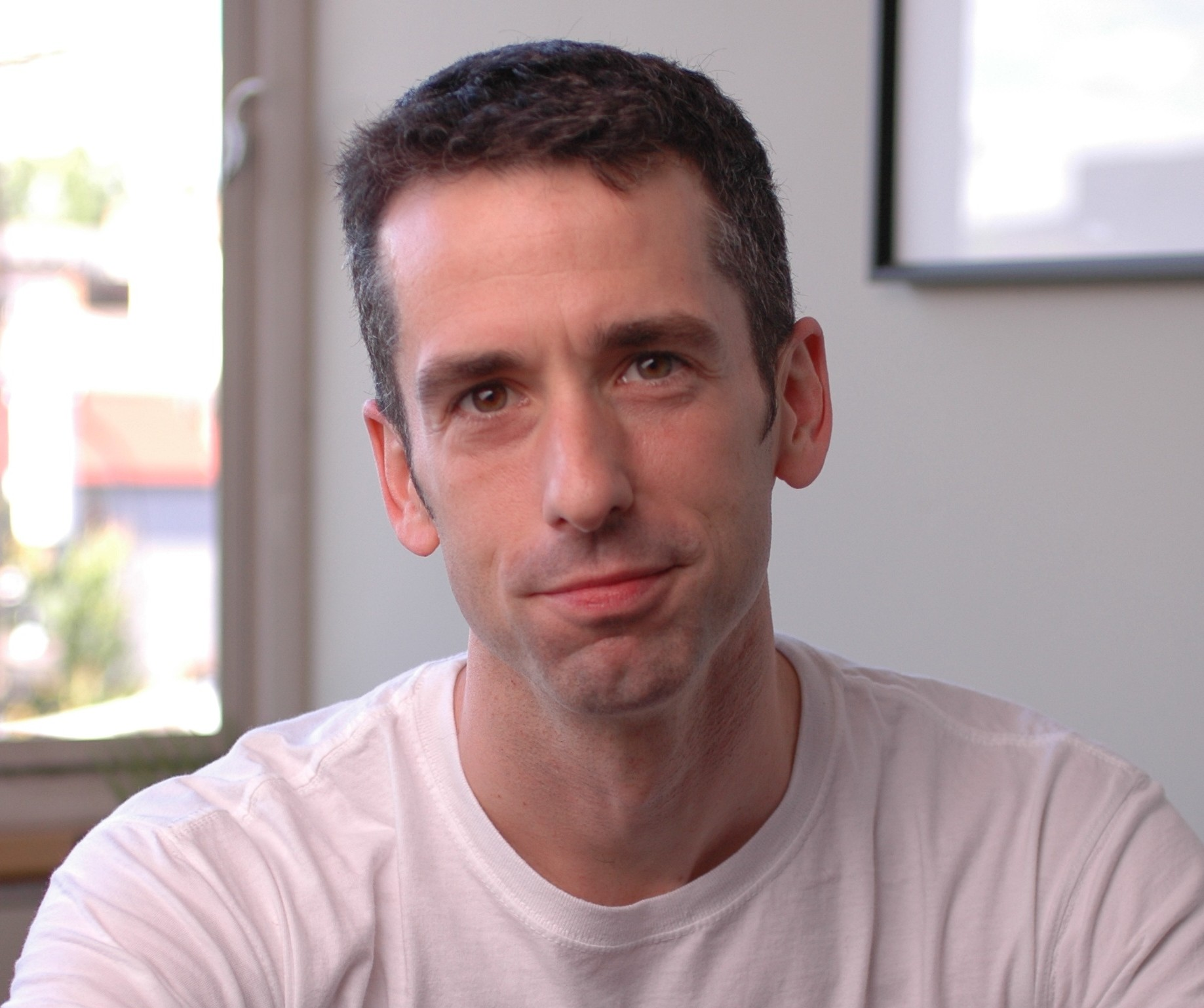
La série s'inspire librement de la jeunesse de Dan Savage.

### Développement
La série s'inspire librement de la jeunesse de Dan Savage. L'auteur est en effet issu d'une famille irlando-américaine catholique de Chicago et son père était policier. Après des entretiens avec Savage, ABC se tourne vers David Windsor et Casey Johnson pour porter le projet. Même si Savage a discuté avec des auteurs de la série pendant la production du pilote, la série n'est pas autobiographique : son origine familiale n'est qu'un point de départ pour les scénaristes.
Le 26 janvier 2015, le réseau ABC commande un pilote pour la série. Le 7 mai 2015, après le visionnage du pilote, la chaine annonce officiellement la commande d'une première saison de treize épisodes,.
Le 12 mai 2015, lors des Upfronts, ABC annonce la diffusion de la série à la mi-saison,. Le 16 novembre 2015, ABC annonce le lancement de la série au 2 mars 2016.
Le 12 mai 2016, ABC annonce le renouvellement de la série pour une deuxième saison, de treize épisodes. Dans une interview accordée à Vulture en juin 2016, Galvin critique la façon dont Colton Haynes a fait son coming out, le jeu stéréotypé d'Eric Stonestreet dans Modern Family et les prétendues préférences de Bryan Singer pour les mineurs. Ces propos créent la polémique et, malgré les excuses de l'acteur, des rumeurs circulent sur une réduction du nombre d'épisodes de la série. Ces rumeurs sont également appuyées par le comportement de Galvin sur le plateau, critiqué pour son « ego » et l'impression « que tout lui est dû »,. Ces rumeurs sont cependant réfutées par un producteur de la série au mois d'août,,. Malgré des audiences décevantes, ABC commande même trois épisodes supplémentaires le 4 novembre 2016, portant la deuxième saison à seize épisodes,.
Le 11 mai 2017, ABC annule la série. Elle est alors la comédie la moins regardée de la chaîne, avec environ 3,1 millions de téléspectateurs chaque semaine.

### Casting
Le casting pour le pilote est annoncé entre février et mars 2015. Le premier rôle attribué est celui de Pat O'Neal, qui revient à Jay R. Ferguson, sous contrat avec ABC. Matt Shively et Bebe Wood sont retenus pour interpréter le frère et la sœur du personnage principal. Noah Galvin puis Mary Hollis Inboden et Martha Plimpton (notamment vue dans Raising Hope) rejoignent ensuite la distribution.
Pour le rôle de Kenny, les producteurs de la série souhaitaient caster un acteur homosexuel, comme le personnage. Cependant, la loi californienne interdit de demander aux acteurs leur orientation sexuelle, pour lutter contre les discriminations. Le comédien de 21 ans Noah Galvin est finalement retenu pour le rôle, le producteur Todd Holland ayant le sentiment que Galvin était gay. Il avait notamment supris une conversation du jeune acteur à propos de son propre coming out.

## Épisodes

### Première saison (2016)
1. Pilot
2. The Real Papaya
3. The Real Lent
4. The Real 'F' Word
5. The Real Spring Fever
6. The Real Man
7. The Real Grandma
8. The Real Book Club
9. The Real Wedding
10. The Real Retreat
11. The Real Other Woman
12. The Real Rules
13. The Real Prom

### Deuxième saison (2016-2017)
Elle a été diffusée du 11 octobre 2016 au 14 mars 2017 sur ABC.
1. The Real Thang
2. The Real Dates
3. The Real Halloween
4. The Real Move
5. The Real Tradition
6. The Real Fit
7. The Real Match
8. The Real Christmas
9. The Real Sin
10. The Real Acceptance
11. The Real Third Wheel
12. The Real Brother's Keeper
13. The Real Confirmation
14. The Real Heartbreak
15. The Real Mr Nice Guy
16. The Real Secrets

## Accueil

### Réception critique
La première saison est accueillie de façon favorable par la critique. L'agrégateur de critiques Metacritic lui accorde une note de 62 sur 100, basée sur la moyenne de 25 critiques. Sur le site Rotten Tomatoes, elle obtient une note moyenne de 67 %, sur la base de 27 critiques.
Pierre Langlais pour Télérama estime que « les premières minutes du pilote sont laborieuses » mais salue les performances de Martha Plimpton et Jay R. Ferguson.

### Récompenses
Sauf indication contraire, les informations mentionnées dans cette section peuvent être confirmées par la base de données cinématographiques IMDb,  présente dans la section « Liens externes ».
| Année | Prix                  | Catégorie                                 | Nommé                                                           | Résultat   |
| ----- | --------------------- | ----------------------------------------- | --------------------------------------------------------------- | ---------- |
| 2017  | Primetime Emmy Awards | Meilleure chorégraphie                    | Fred Tallaksen pour Born This Way, West Side Story et Boyfriend | Nomination |
| 2017  | Dorian Awards         | Émission télévisée non chantée de l'année | The Real O'Neals                                                | Lauréat    |
| 2017  | Dorian Awards         | Émission télévisée LGBTQ de l'année       | The Real O'Neals                                                | Nomination |
| 2017  | GLAAD Media Awards    | Meilleure série comique                   | The Real O'Neals                                                | Nomination |
| 2017  | Humanitas Prizes      | Série télévisée de 30 minutes             | Épisode The Real Grandma                                        | Nomination |

### Controverses
En avril 2015, le pilote à peine tourné, l'American Family Association (en) et le Family Research Council, groupes ultra-conservateurs américains, ont lancé une campagne afin d'empêcher ABC de diffuser la série. Ils n'apprécient pas la vision du créateur Dan Savage sur la religion, la sexualité, l'égalité dans le mariage et les autres thèmes abordés dans ses œuvres.
En février 2017, l'actrice Sara Ramírez critique la biphobie de la série, après un épisode où Kenny estime que la bisexualité est pire que d'avoir des pieds palmés ou des problèmes d'argent. Une pétition est lancée sur change.org contre la biphobie et l'occultation de la bisexualité dans The Real O’Neals,.